# Григоровка (Аджамская сельская община)
Григоровка (укр. Григорівка) — село в Аджамской сельской общине Кропивницкого района Кировоградской области Украины
Население по переписи 2001 года составляло 2 человека. Почтовый индекс — 27620. Телефонный код — 522. Код КОАТУУ — 3522580302.